# Dulzura sal
Dulzura sal är en kräftdjursart som beskrevs av J. L. Barnard 1969. Dulzura sal ingår i släktet Dulzura och familjen Hadziidae. Inga underarter finns listade i Catalogue of Life.